# El Familiar
Vale El Familiar, también conocido como Sulpay, El Tío o Perro Familiar es un tipo de espíritu familiar devorador de hombres, cuya leyenda es muy difundida en Uruguay y los ingenios azucareros del noroeste argentino.
En Argentina, se describen diferentes versiones sobre este tipo de espíritus Familiares, pero la más difundida lo identifica con una especie de criatura demoníaca que da poder y dinero a su poseedor a cambio, generalmente de vidas humanas. Su existencia es tomada como real por la gran mayoría de la población de las plantaciones de azúcar en esa región, situación que muchas veces es aprovechada por los dueños de los ingenios argentinos para coaccionar a su peonada. Se ha denunciado que se atribuyó a El Familiar incluso las desapariciones de trabajadores del Ingenio Ledesma durante la última dictadura cívico-militar.

## Zona de influencia
El Familiar es particularmente temido en las provincias de Tucumán, Salta y en el noroeste de Catamarca. Se hallan irradiaciones de su influencia además en Jujuy, Santiago del Estero y, en algunos casos aislados, también en Entre Ríos y San Juan.

## Historia del mito
Los mitos acerca de perros demoníacos tienen una larga historia. Durante el siglo XIX se produjo un auge de la industria azucarera gracias a la expansión del ferrocarril. En este contexto, los ingenios pronto comenzaron a producir y a garantizar  ganancias millonarias con los humanos, en lapsos de tiempo tan breves que dispararon la imaginación popular, hasta llegar a la conclusión de que los dueños de estos se habían enriquecido tan rápidamente ayudados por el diablo, u otros demonios mandados por él, con quienes habrían firmado un pacto demoníaco.
Pronto, la mayoría de los ingenios tuvieron su propio Familiar. Se atribuye al Ingenio Santa Ana de Tucumán, propiedad de Clodomiro Hileret el haber sido el primero en conseguir su propio Familiar.
Los dueños de los ingenios mantenían a estos demonios que tomarían la forma del Familiar escondidos en el sótano o en la chimenea, al cual dejaban alimentarse una noche al año del o los peones que tuvieran la desgracia de cruzarse en su camino o bien que hubiera sido llevado a su presencia mediante engaños del capataz.
Ya en el siglo XX, durante la dictadura militar autodenominada Proceso de Reorganización Nacional, en el Ingenio Ledesma los capataces podían realizar sus rondas vestidos de negro o con perros negros, en representación del Familiar.

## Leyenda “EL FAMILIAR”
Este tipo de espíritus Familiares denominados como "El Familiar" en estas zonas, comúnmente tendrían la forma física de una víbora de gran tamaño (a veces una mitológica serpiente con pelos llamada Viborón), o de un mítico perro Cadejo grande y negro (a veces sin cabeza o más similar a un jabalí) de grandes ojos color rojo o de fuego y pelos duros como jabalí, el cual además puede presentar algunos rasgos humanos, como garras prensiles como manos con las que destrozaría a sus víctimas, o a veces caminar en dos patas; o en ocasiones un híbrido de ambos seres, similar al “Teyú Yaguá” con los colmillos de jabalíes (en la mandíbula inferior) o los de una víbora (en la mandíbula superior); e incluso hay algunos relatos que le dan forma humana de un "europeo" que se dice vestiría todo de negro y montaría a caballo. En estos casos, en ocasiones pueden hablar, y en todos los casos parece coincidir que se siente cuando anda cerca un fuerte olor, y el sonido de grandes cadenas arrastrándose,"el familiar" elemento siempre relacionado con los seres de bajas vibraciones o condenados o a emisarios del demonio; siendo seres que recorren los cañaverales en línea recta y en caso de cruzarse con alguna construcción las atraviesa, nada lo detiene ni hiere.
Los propietarios de los ingenios azucareros que eran sindicados como poseedores de un "Familiar", recibirían poder y dinero a cambio, generalmente, del sacrificio de un obrero por año. De no transmitirse el conocimiento, una vez muerto el patrón, el familiar moriría de hambre y la fortuna familiar se perdería; quedando la familia maldita. Así, cuando en las grandes fábricas, suelen ocurrir accidentes, particularmente en la caldera (es frecuente que el trabajador caiga a la caldera y muera carbonizado) y en el trapiche (cuando el obrero va a tirar la caña en el trapiche puede resbalar dentro de la cinta transportadora que la tritura) y, cuando muere un hombre, se dice que el Familiar "ya se ha hecho la víctima" (si muere más de uno es porque está hambriento). El año será de mayor provecho para el dueño del ingenio cuanto más peones coma el Familiar.
Se cree que "El Familiar" moriría en el sótano de la casa del propio dueño y según algunas creencias el industrial podría soltarlo cada tanto para que se alimente por sus propios medios, usualmente un obrero que moleste al patrón. Otras versiones dicen que el familiar estaría en una habitación y que se mandaría a un empleado a buscar herramientas en esa habitación sin salir más.

### El ataque delFamiliar
El Familiar absorbe el alma humana, sintiendo predilección por alimentarse de los peones ariscos ante la autoridad del patrón. Por las noches puede rondar los galpones de los trabajadores de los ingenios, y también puede ser soltado voluntariamente por los patrones, una vez al año, para que se alimenten. Se suele creer que los dueños de los ingenios tienen un pacto con el Familiar por el cual están obligados a permitirle alimentarse por lo menos con uno de sus peones todos los años, aunque esta cantidad es insuficiente, generalmente, para saciar su hambre. En caso de no cumplir la cuota, el mismo patrón puede acabar devorado.
Sólo quienes han sido víctimas del Familiar lo conocen. No es posible matarlo ni herirlo con el filo de las armas o disparándole. Sin embargo, sí es posible escapar con vida, mostrándole la cruz que se forma con la empuñadura de un puñal.